# Elias Gabriel Eneholm
Elias Gabriel Eneholm, född 14 oktober 1764 på Lund i Kvillinge socken, död 1824 i Ryssland, var en svensk läkare verksam i Ryssland.
Elias Gabriel Eneholm var son till spinnhus- och fabrikspredikanten i Norrköping Johan Enholm. Han blev elev vid Linköpings skola och därefter gymnasist, innan han 1781 blev student vid Uppsala universitet. Han bedrev medicinska och filosofiska studier och disputerade 1785. Därefter studerade han medicin i Sankt Petersburg och blev medicine och kirurgie doktor där 1790. Efter sin utbildning blev han övermedicus vid fälthospitalet i Viborg och 1797 inspektor vid medicinalförvaltningen i Polen. Han var därefter direktör för sjuk- och fattighuset i Vilna (Vilnius). Eneholm blev ryskt hovråd 1798, kollegieråd 1800 och ledamot av Medicinska kollegiet i Sankt Petersburg 1802. Han var från 1805 president i lutherska konsistoriet i Vilna och från samma år övermedicus i reservarmén. 1806 blev han generalstabsmedicus vid ryska armén och 1807 titulärt statsråd samt president i medico-kirurgiska sällskapet i Vilna. 1808 blev Eneholm överfältmedicus vid ryska armén i Finland, och 1809 president och inspektor vid kejserliga medico-kirurgiska akademien i Sankt Petersburg. Han var från 1810 ledamot av kommittén till förbättrande av medicinalförvaltningen i Ryssland och föreståndare vid svenska kyrkan i Sankt Petersburg. Förutom en rad ryska ordnar blev Eneholm 1810 riddare av Vasaorden.